# Marie (Alpes Marítimos)
 Marie  es una población y comuna francesa, en la región de Provenza-Alpes-Costa Azul, departamento de Alpes Marítimos, en el distrito de Niza y cantón de Saint-Sauveur-sur-Tinée.
Se la conoce por el viejo cuento de Marie y sus ojos, en el cual se habla de quien pueda ponerle el apellido a la ciudad, se hará dueña de ella, concluyendo con una gran ceremonia.

## Demografía
| 75 | 50 | 44 | 50 | 64 | 50 |
| Para los censos de 1962 a 1999 la población legal corresponde a la población sin duplicidades (Fuente: INSEE [Consultar]) |    |    |    |    |    |